# Lista municipiilor din Acre

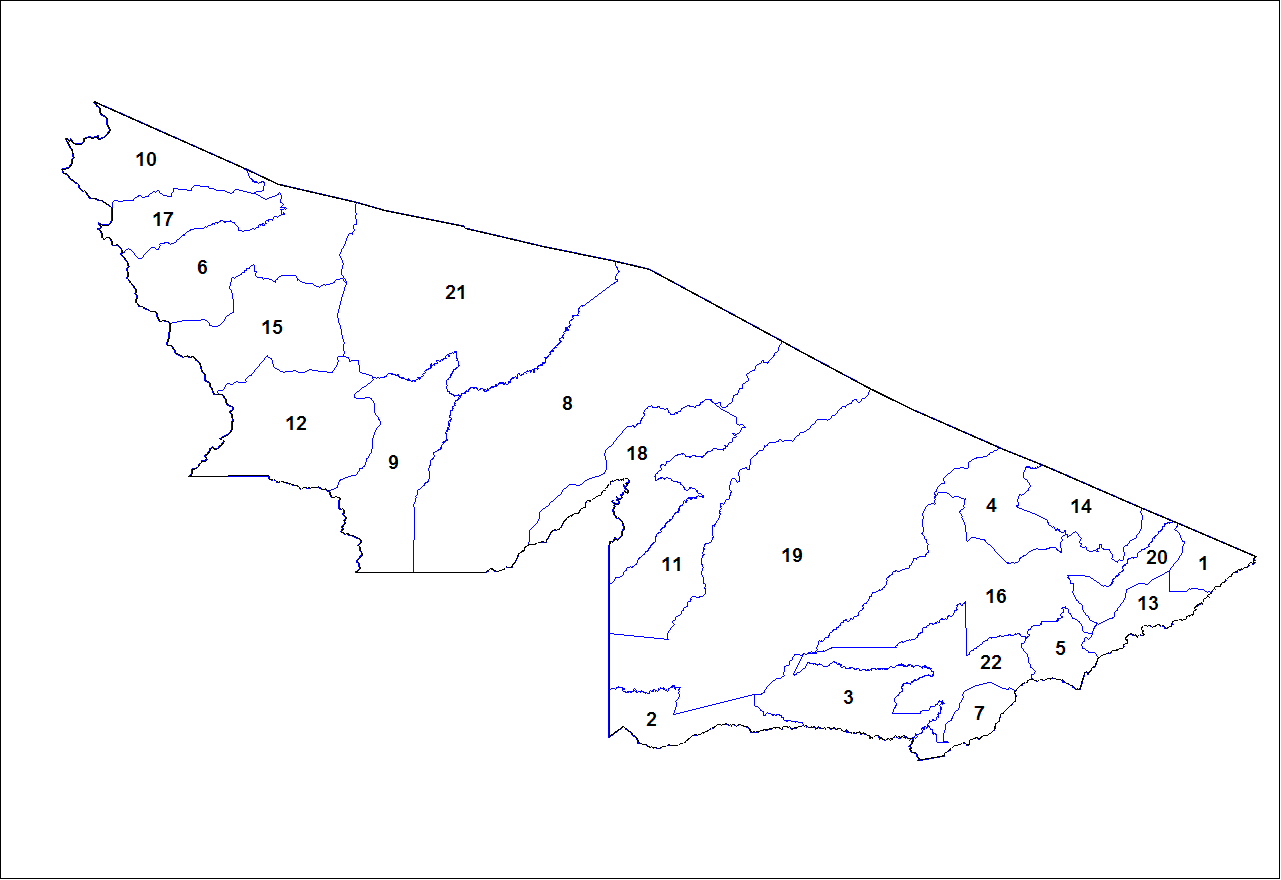
Municipiile din Acre, Brazilia

Aceasta este lista municipiilor din statul Acre (AC), Brazilia.
| Mezoregiune   | Microregiune    | #  | Municipiu                  |
| ------------- | --------------- | -- | -------------------------- |
| Vale do Jurua | Brasiléia       | 2  | Assis Brasil               |
| Vale do Jurua | Brasiléia       | 3  | Brasiléia                  |
| Vale do Jurua | Brasiléia       | 7  | Epitaciolândia             |
| Vale do Jurua | Brasiléia       | 22 | Xapuri                     |
| Vale do Jurua | Rio Branco      | 1  | Acrelândia                 |
| Vale do Jurua | Rio Branco      | 4  | Bujari                     |
| Vale do Jurua | Rio Branco      | 5  | Capixaba                   |
| Vale do Jurua | Rio Branco      | 13 | Plácido de Castro          |
| Vale do Jurua | Rio Branco      | 14 | Porto Acre                 |
| Vale do Jurua | Rio Branco      | 16 | Rio Branco (State Capital) |
| Vale do Jurua | Rio Branco      | 20 | Senador Guiomard           |
| Vale do Jurua | Sena Madureira  | 11 | Manoel Urbano              |
| Vale do Jurua | Sena Madureira  | 18 | Santa Rosa do Purus        |
| Vale do Jurua | Sena Madureira  | 19 | Sena Madureira             |
| Vale do Acre  | Cruzeiro do Sul | 6  | Cruzeiro do Sul            |
| Vale do Acre  | Cruzeiro do Sul | 10 | Mâncio Lima                |
| Vale do Acre  | Cruzeiro do Sul | 12 | Marechal Thaumaturgo       |
| Vale do Acre  | Cruzeiro do Sul | 15 | Porto Walter               |
| Vale do Acre  | Cruzeiro do Sul | 17 | Rodrigues Alves            |
| Vale do Acre  | Tarauacá        | 8  | Feijó                      |
| Vale do Acre  | Tarauacá        | 9  | Jordão                     |
| Vale do Acre  | Tarauacá        | 21 | Tarauacá                   |